# 楊錫安
楊錫安（1950年—），逢甲大學土木工程學系畢業，臺灣公共工程界政治人物。2012年5月3日，接任台北捷運公司第8任董事長。

## 新生高架橋改善工程弊案
- 2010年10月5日台灣台北地方法院檢察署偵辦新生高架橋改善工程弊案，搜索北市府秘書長楊錫安的住處、辦公室，主任檢察官王文德強調，楊錫安等人不是被告也不是嫌疑人，搜索的目的是為了保全證據。[1]
- 2010年10月27日改列被告並限制出境，楊錫安轉被告交保，調離現職。[2]楊錫安的妻子在承包市府工程逾百件的世曦公司任職多年，有利益輸送嫌疑。
- 2011年1月31日因證據不足，北檢裁定不起訴。[3]
- 2011年7月28日市長郝龍斌不顧先前的爭議，任命楊錫安為臺北市政府副市長，被視為郝龍斌對楊錫安的補償與政治平反。
- 2011年7月31日高檢署認為北檢不起訴書仍有諸多巧合疑點未釐清，就楊錫安等七名官商涉案部分，發回重新調查。[4]
- 2011年8月1日，楊錫安堅決婉拒台北市副市長職務；據表示，高檢署的說法已經對他清白造成二次傷害，在這種氛圍下，無法全心全意推動市政，所以婉拒台北市副市長一職。台北市長郝龍斌，最後勉予同意請辭，感覺很遺憾。[5]